# Campeonato Brasileiro de Futebol Feminino Sub-17
O Campeonato Brasileiro Feminino Sub-17 é uma competição futebolística de categoria de base da modalidade feminina organizada pela Confederação Brasileira de Futebol (CBF). Foi a segunda competição nacional de base feminina e surgiu para garantir calendário mais completo para a modalidade.
De 2019 a 2021, o torneio foi disputado na categoria sub-16; contudo, em 2022, a entidade alterou a faixa etária como uma iniciativa para possibilitar a continuidade do processo de formação e desenvolvimento das jogadoras. O regulamento, por sua vez, permaneceu o mesmo desde a primeira edição. O torneio conta com a participação de 12 agremiações, sendo disputado num sistema misto que mantém sua extensão inalterada em cinco datas. Apesar dessa estabilidade, algumas mudanças no regulamento ocorreram, mais especificamente a quantidade de cidades sedes. O primeiro campeão foi o São Paulo.

## História

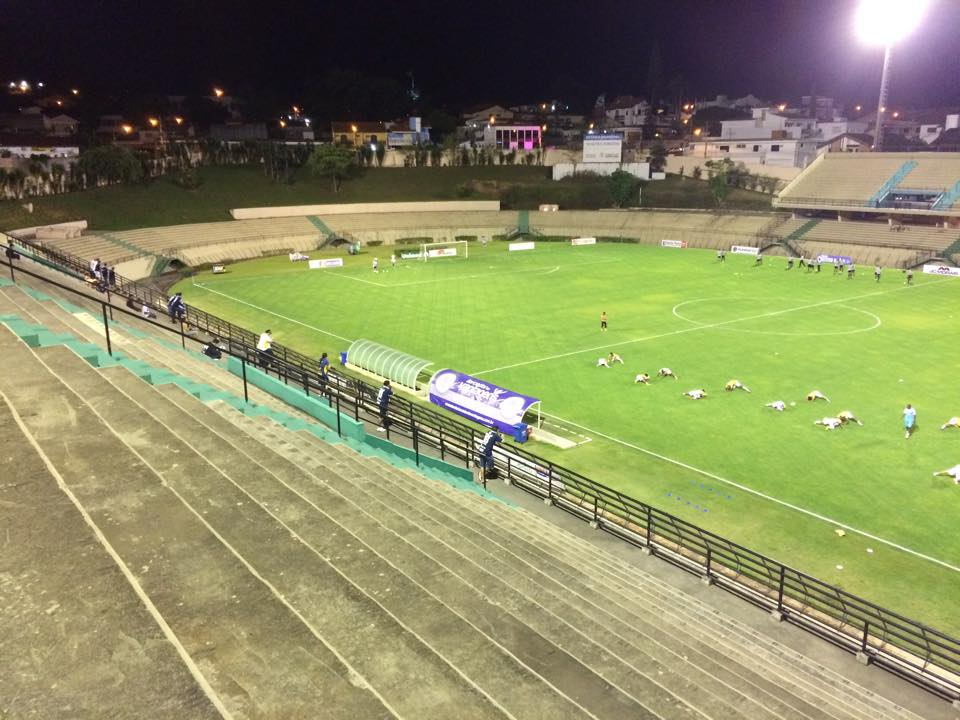
O estádio Walter Ribeiro, situado na cidade de Sorocaba, sediou as edições de 2020 e 2021.

Em novembro de 2019, após quatro meses do anúncio da criação do Campeonato Brasileiro Sub-18, a CBF divulgou os grupos da primeira edição da competição sub-16. Na ocasião, a entidade convidou os oito melhores clubes da primeira divisão e os semifinalistas da segunda. Todos os clubes aceitaram o convite, com exceção do Palmeiras, que acabou sendo substituído pelo Vitória. A Região Metropolitana de Belo Horizonte foi confirmada como sede, mais especificamente as cidades de Belo Horizonte, Nova Serrana e Sete Lagoas. O primeiro campeão do Campeonato Brasileiro Feminino Sub-16 foi o São Paulo, que superou o rival Santos na decisão.
No ano seguinte, os eventos futebolísticos foram suspensos na primeira quinzena de março devido à pandemia de COVID-19. Por conseguinte, o início do torneio, planejado para o mês de julho, foi adiado. Mais tarde, o cronograma de competições femininas foi revisto e originalmente as competições de bases foram readequadas para 2021. No entanto, o torneio sub-16 foi antecipado para dezembro. Dessa forma, foi disputado em sede única, a cidade de Sorocaba, em decorrência dos protocolos de saúde e teve o Internacional como campeão.
Em 2021, as partidas eliminatórias foram decididas nas penalidades. Corinthians e São Paulo saíram como vencedores, conquistando respectivamente o título e o terceiro lugar. Para o ano de 2022, a CBF reformulou as faixas etárias de suas competições de base feminina com o intuito de possibilitar a continuidade do processo de formação e desenvolvimento das jogadoras. Por conseguinte, o campeonato passou a contemplar a categoria sub-17.

## Transmissão televisiva
No dia 3 de maio de 2019, a CBF confirmou um acordo com a plataforma de streaming MyCujoo (atual Eleven Sports) para transmissão de oito competições. Mais tarde, a entidade confirmou a ampliação desde acordo para a transmissão do Campeonato Brasileiro Sub-17. Desde então a mesma transmitiu todos os jogos realizados pela competição.
Além desse acordo, a entidade mantém vínculos contratuais com outros parceiros para transmissão das fases finais: TV Cultura (2019) e SporTV (2021).

## Formato
O formato da competição se manteve semelhante ao longo dos anos: um sistema misto disputado em poucas datas. Na fase inicial, os participantes são divididos em três grupos, pelos quais jogam partidas em turno único. Os três vencedores de cada grupo e o melhor segundo colocado se qualificam para fases eliminatórias, que também são decididas em partidas únicas.
Para a primeira edição, a entidade definiu três cidades mineiras como sede Belo Horizonte, Nova Serrana e Sete Lagoas. No entanto, com o agravamento da pandemia de COVID-19, o número de sedes foi sendo reduzido e somente Sorocaba sediou as duas edições seguintes.

## Campeões
Categoria sub-16
Categoria sub-17

### Títulos por clube
| Clube          | Título                | Vice            | 3.º lugar                         | 4.º lugar |
| -------------- | --------------------- | --------------- | --------------------------------- | --------- |
| Internacional  | 3 (2020, 2022 e 2024) | 1 (2021)        | —                                 | 1 (2023)  |
| São Paulo      | 1 (2019)              | —               | 5 (2020, 2021, 2022, 2023 e 2024) | —         |
| Grêmio         | 1 (2023)              | 1 (2024)        | —                                 | 1 (2022)  |
| Corinthians    | 1 (2021)              | —               | —                                 | 1 (2024)  |
| Santos         | —                     | 2 (2019 e 2022) | —                                 | 1 (2020)  |
| Minas Brasília | —                     | 1 (2020)        | —                                 | 1 (2021)  |
| Flamengo       | —                     | 1 (2023)        | —                                 | —         |
| Ferroviária    | —                     | —               | 1 (2019)                          | —         |
| Vitória        | —                     | —               | —                                 | 1 (2019)  |

### Títulos por federação
| Federação         | Título | Vice | 3.º lugar | 4.º lugar |
| ----------------- | ------ | ---- | --------- | --------- |
| Rio Grande do Sul | 4      | 2    | —         | 2         |
| São Paulo         | 2      | 2    | 6         | 2         |
| Distrito Federal  | —      | 1    | —         | 1         |
| Rio de Janeiro    | —      | 1    | —         | —         |
| Bahia             | —      | —    | —         | 1         |

### Títulos por região
| Região       | Título | Vice | 3.º lugar | 4.º lugar |
| ------------ | ------ | ---- | --------- | --------- |
| Sul          | 4      | 2    | —         | 2         |
| Sudeste      | 2      | 3    | 6         | 2         |
| Centro-Oeste | —      | 1    | —         | 1         |
| Nordeste     | —      | —    | —         | 1         |